# Rock Around The Jukebox
Rock Around The Jukebox ist eine zweitägige Veranstaltung, die seit 1988 jährlich im Autotron in Rosmalen stattfindet. Das Thema der Veranstaltung sind die Musik und der Lifestyle der 1950er, 1960er und 1970er Jahre. Es handelt sich um die größte Veranstaltung dieser Art in Europa, mit durchschnittlich 20.000 Besuchern.

## Geschichte
Frits Aalders (* 1939), der seit 1982 Musikboxen sammelte und in den Folgejahren einen Reparaturservice und Handel betrieb, gab ab 1983 ein Magazin namens De Jukebox Fanaat heraus. Daraus entstand ein Großhandel gleichen Namens, mit Musikautomaten, sowie Zubehör und Ersatzteilproduktion. Seit 1988 organisiert De Jukebox Fanaat das zweitägige Lifestyleevent Rock around the Jukebox. Im Jahr 2006 übernahm sein Sohn Ernst Aalders das Unternehmen und die Organisation der Veranstaltungen.

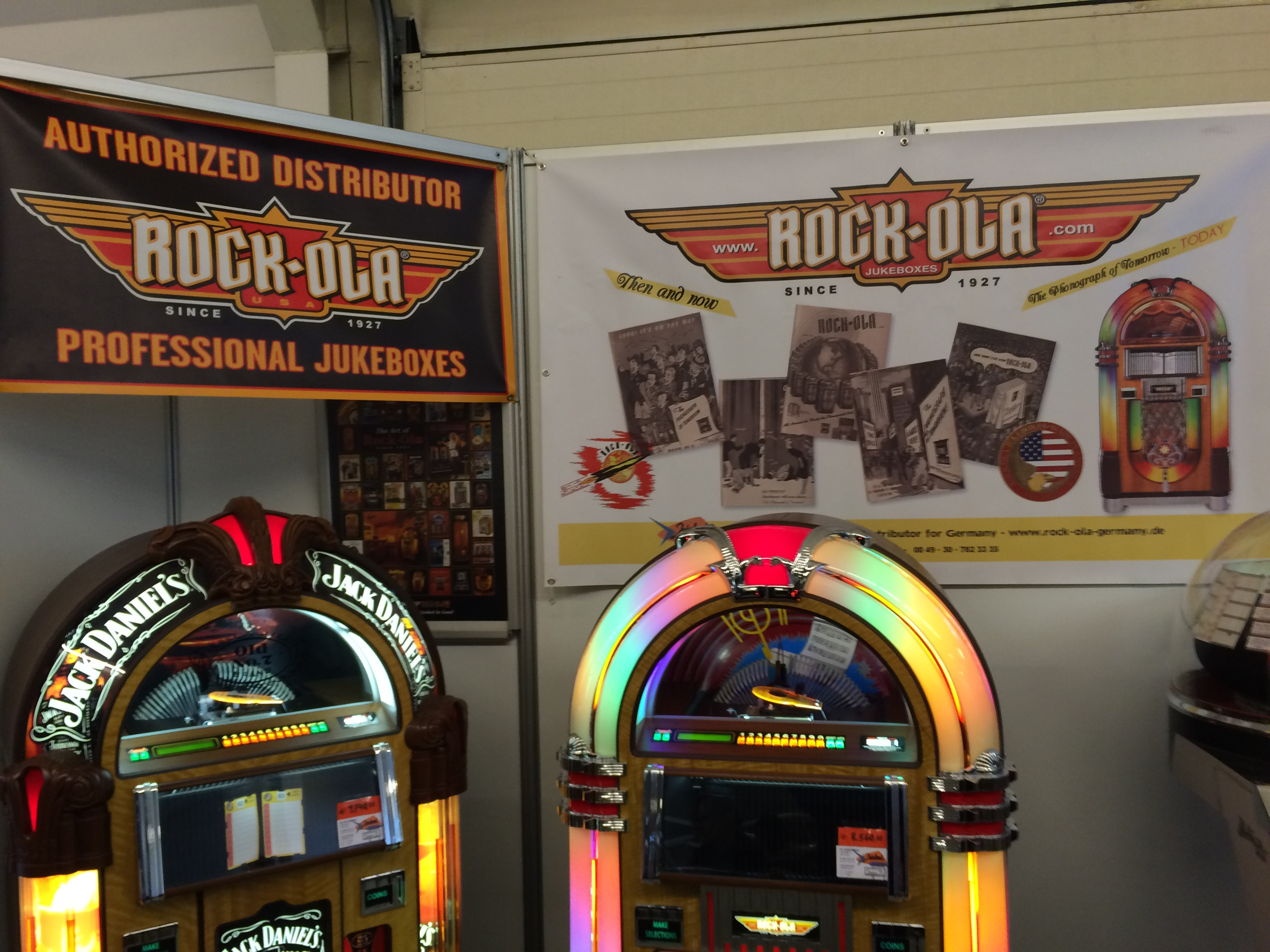
Rock Ola Deutschland auf der Rock Around The Jukebox 2015

Mehr als 300 Aussteller bieten hunderte von Musikboxen, Schallplatten, Spielautomaten, Flipper, Einarmige Banditen, Mode, Werbeschilder und vieles mehr aus den 1950er bis 1970er Jahren an.
Die laufenden Veranstaltungen bieten Live-Musik, Modeschauen, vintage Haare und Make-up, Rock & Roll Tanzvorführungen und Go-Go-Tänzerinnen. Auf dem Freigelände werden Oldtimer der 1950er bis 1970er Jahre gezeigt. Auf der Empore der Halle findet ein Flohmarkt statt, auf dem Vinylplatten, Mode und Accessoires verschiedener Epochen erworben werden können. Als offizielle Europavertretung nimmt Rock-Ola-Deutschland, die ihren Sitz in Berlin haben, regelmäßig an der Veranstaltung teil.

## Galerie

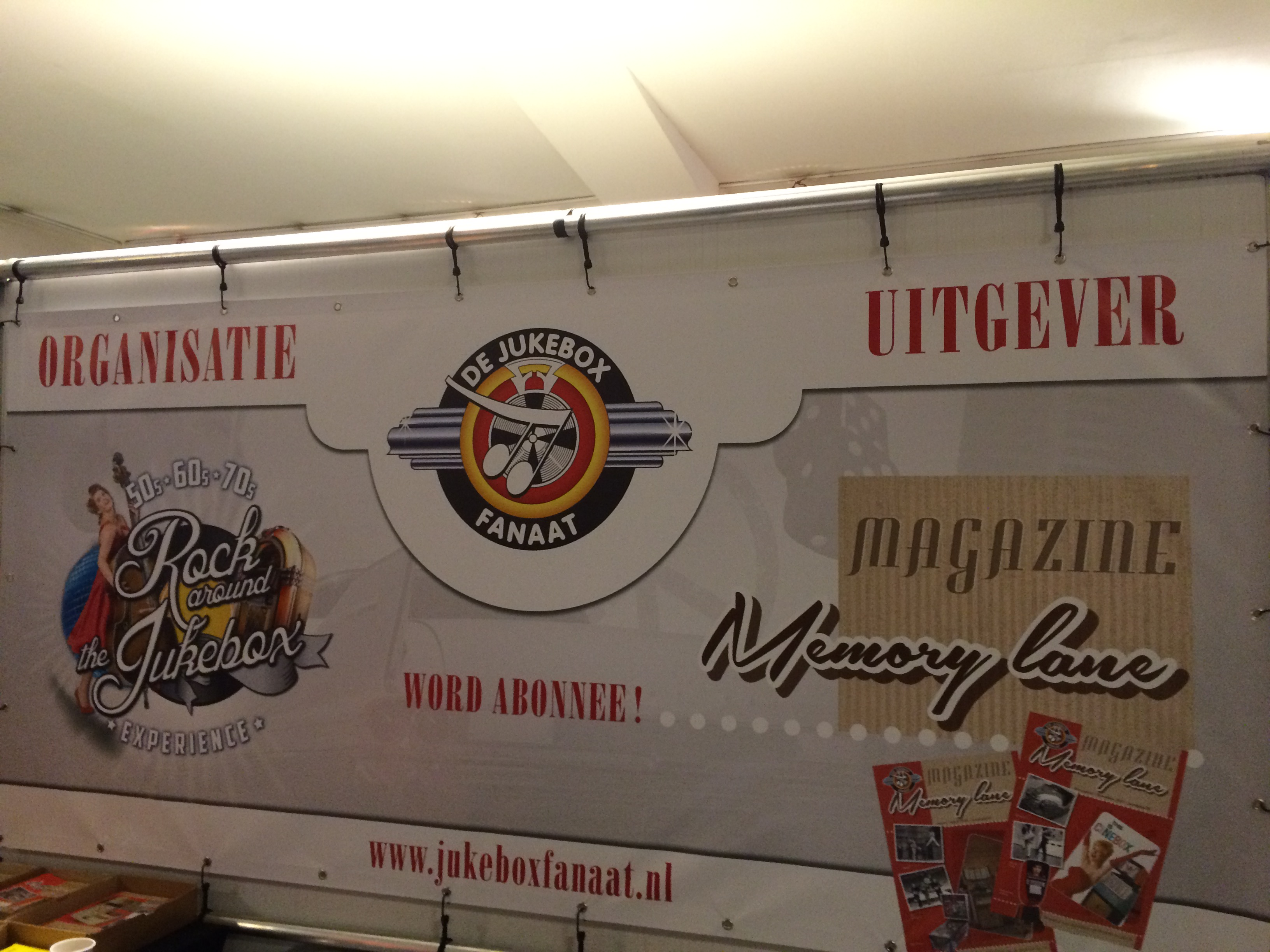
Veranstalterstand 2015
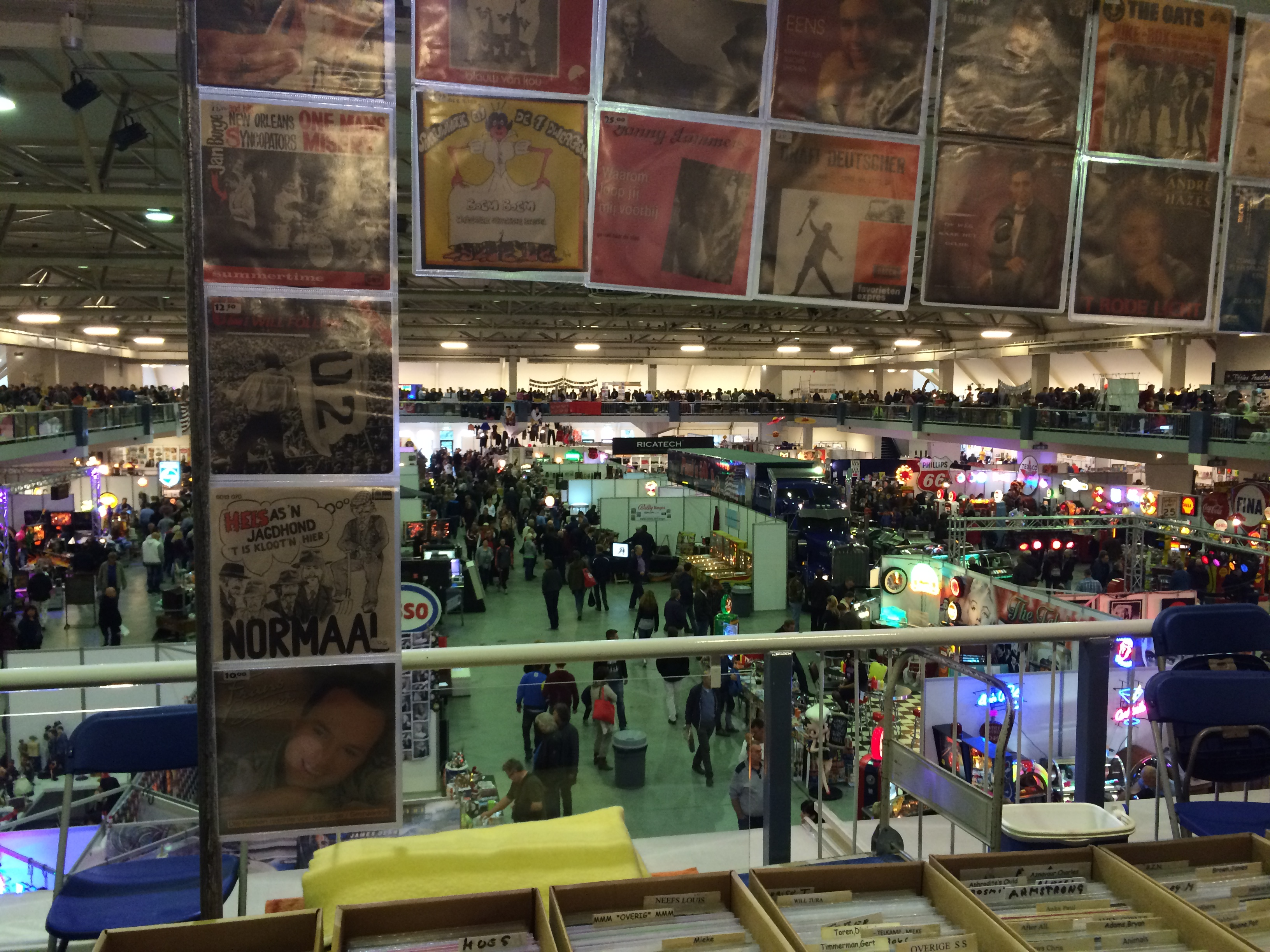
Hauptausstellungshalle  2015
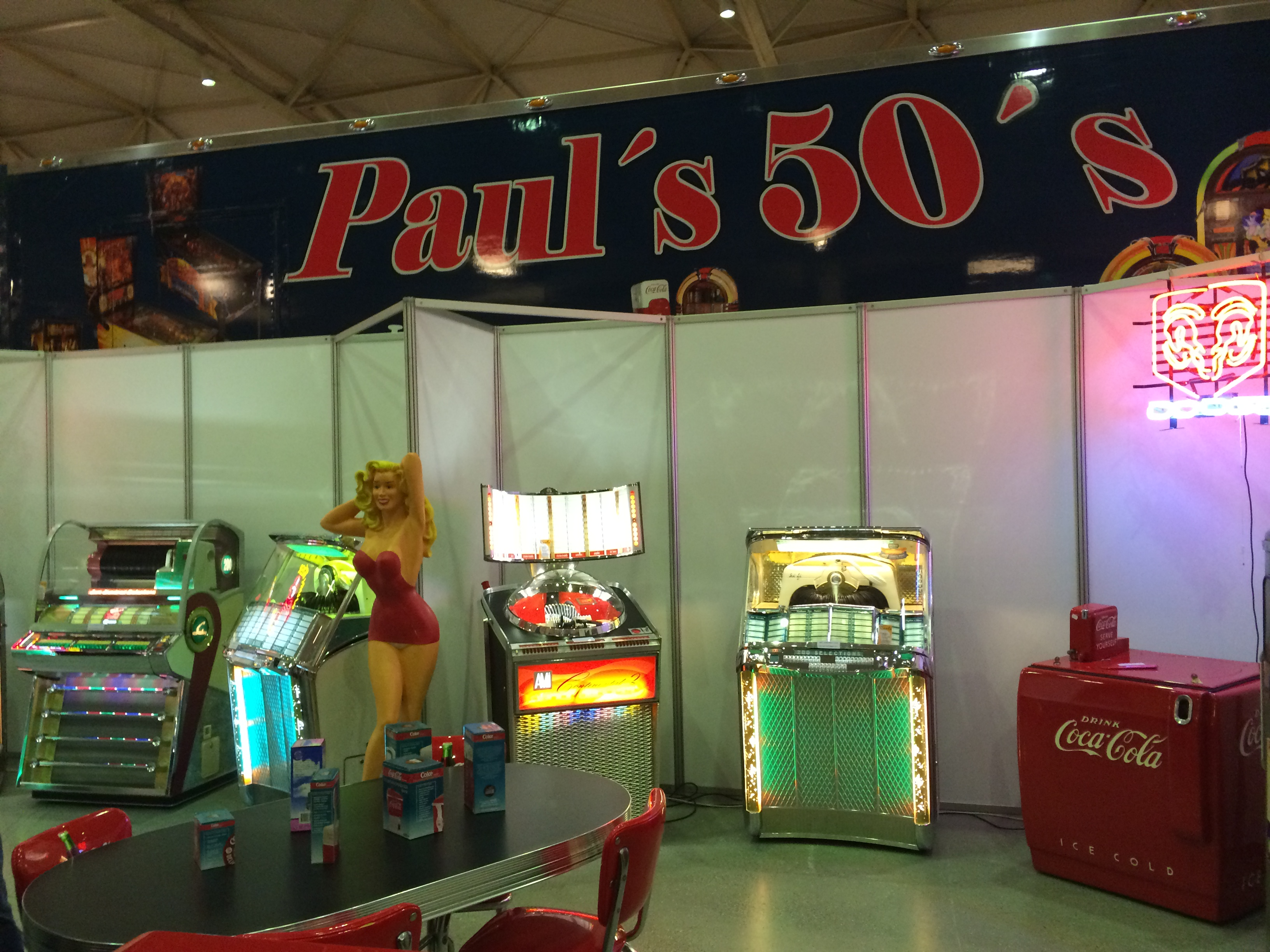
Ausstellungsstand 2015
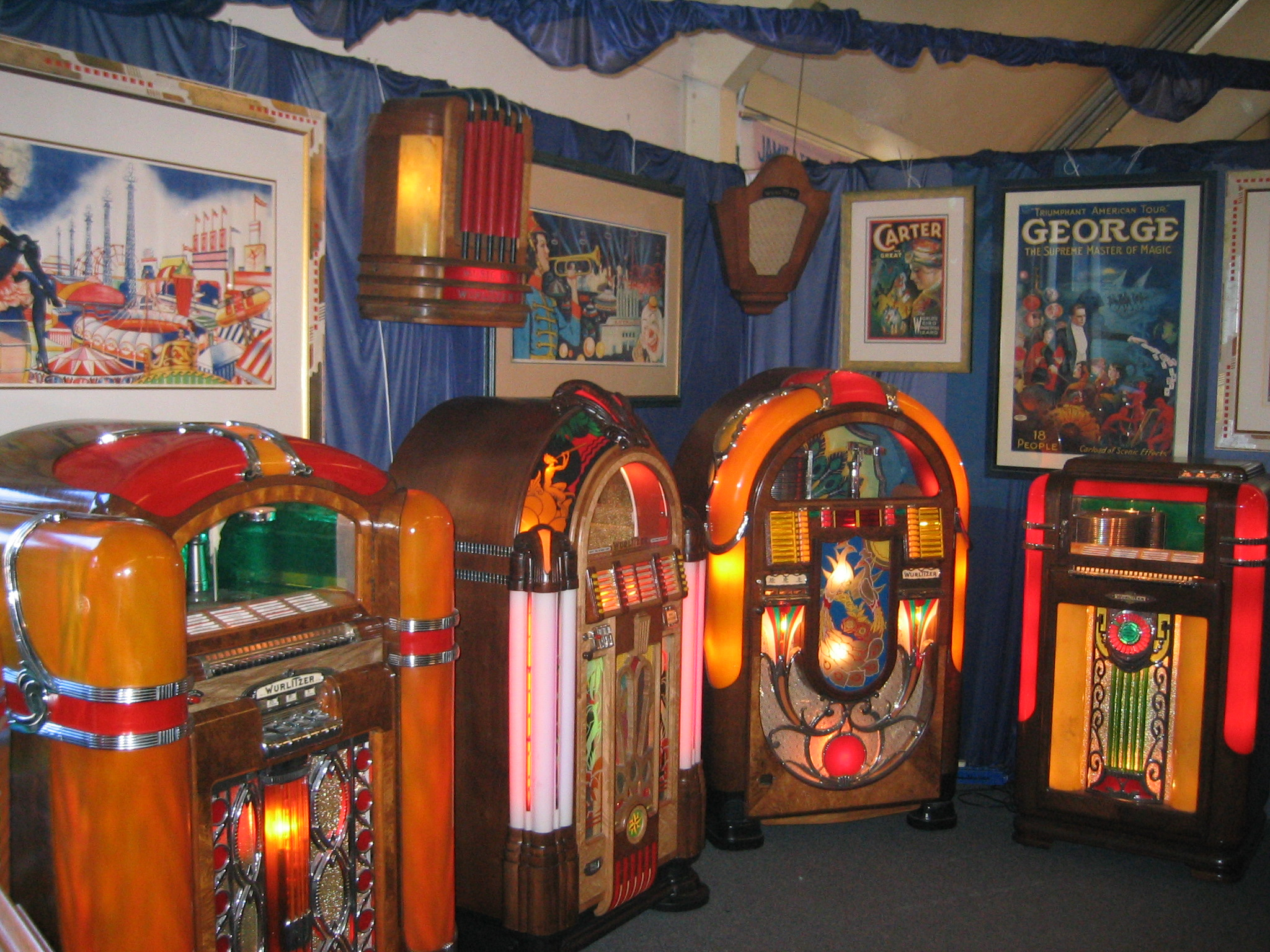
Musikboxen der 1940er Jahre
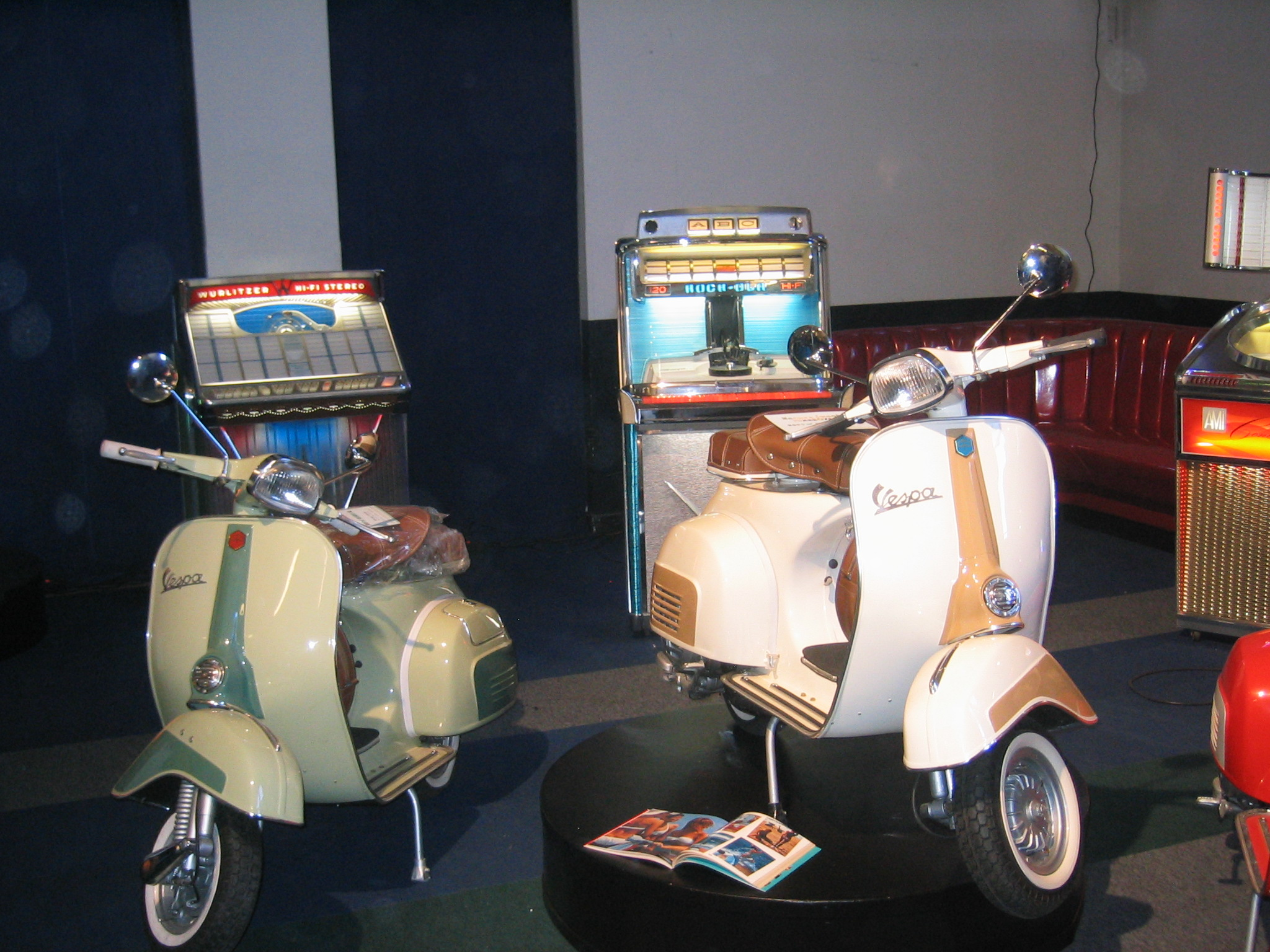
Rock-Ola  & Vespa
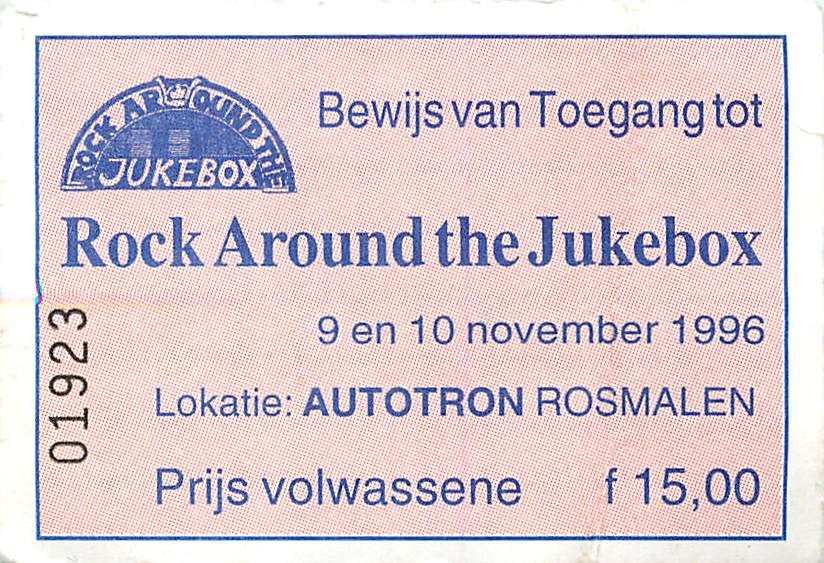
Eintrittskarte 1996
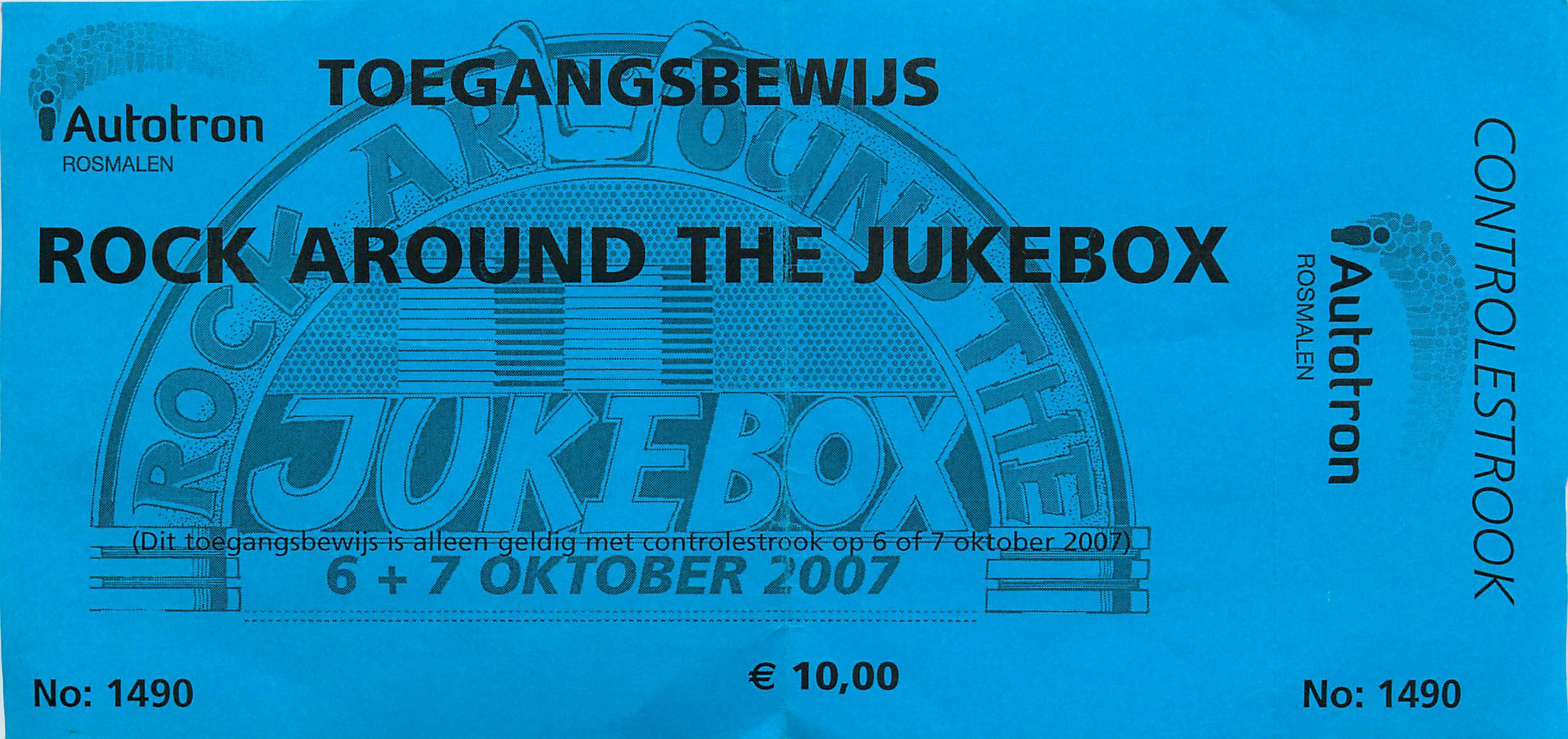
Eintrittskarte 2007